# Vladímir Smirnov (matemàtic)
Vladímir Smirnov (rus: Владимир Иванович Смирнов)  (Sant Petersburg, 29 de maig de 1887 (Julià) - Sant Petersburg, 11 de febrer de 1974) va ser un matemàtic rus.

## Vida i Obra
Smirnov va fer els estudis secundaris al Institut Segon de Sant Petersburg (el més antic de tota Rússia), on va coincidir amb Jacob Tamarkin i Alexander Friedmann i, tot i ser un any més gran que ells, hi va establir una amistat duradora. El 1910 es va graduar en física i matemàtiques a la universitat de Sant Petersburg, essent bàsicament un deixeble de Vladímir Steklov. Els anys universitaris de Smirnov i dels seus contemporanis, van coincidir amb els anys d'efervescència política entre mig de les revolucions de 1905 i de 1917; això els va obligar a estudiar molt pel seu compte, ja que la universitat va restar tancada durant molt de temps. Amb els seus companys d'institut i altres joves com Besicóvitx o Shohat van formar un grup de treball per estudiar per ells mateixos.
Després d'uns anys ampliant estudis i donant classes a les escoles de ferrocarrils i de mines de Sant Petersburg, el 1919 va ser nomenat professor de la recentment creada universitat de Simferòpol, a Crimea. L'allunyament de la problemàtica política de Sant Petersburg no va ser possible: l'Exèrcit Roig veia la universitat com un enemic ple de científics d'orientació lliberal. La seva dona va ser executada i ell mateix va ser citat pels tribunals. Gràcies a la intervenció de Steklov va poder retornar el 1922 a Sant Petersburg per ser professor de la universitat fins a la seva jubilació el 1972.
Després dels difícils anys de la Segona Guerra Mundial durant els quals la universitat es va traslladar a Ielàbuga, en retornar Smirnov va ser el primer director de la Facultat de Matemàtiques i Mecànica de la universitat de Sant Petersburg, que s'havia fundat el 1944. Com que la facultat era mot petita i amb pocs estudiants, Smirnov era el responsable de gairebé totes les àrees de matemàtiques: des de l'anàlisi matemàtica fins a l'hidrodinàmica.
El 1947 va publicar-se l'edició defintiva del seu Курс высшей математики (Curs Superior de Matemàtiques) (cinc volums en set llibres) que havia començat a publicar amb Tamarkin en els anys 1920's, però que ara s'ampliava notablement i ja sortia només ell com a autor, ja que Tamarkin havia emigrat als Estats Units. Aquest llibre va tenir una influència decisiva en la formació dels matemàtics de la següent generació.
Els treballs originals més destacables de Smirnov versen sobre física matemàtica i, en particular, sobre les aplicacions de les equacions diferencials parcials. També va treballar en teoria de l'aproximació i en ´'estudi de la difusió del só i de les ones elàstiques.
Tot i que no va dirigir moltes tesis doctorals, el nombre de deixebles que es van aprofitar del seu ensenyament va ser innumerable. Va ser membre de l'Acadèmia Soviètica de Ciències i va reconstruir a partir de 1957 la Societat Matemàtica de Sant Petersburg després de la seva dissolució en els anys 30's per raons polítiques.